# Rokonhangok
Rokonhangok („Verwandte Stimmen“ auf Ungarisch) ist eine Polka française von Johann Strauss (Sohn) (op. 246), die auch unter dem Namen Sympathieklänge bekannt ist. Das Werk wurde am 6. Februar 1861 im Dianabad-Saal in Wien erstmals aufgeführt.